# Кваzи
«КваZи» — роман российского писателя-фантаста Сергея Лукьяненко, ставший первым произведением писателя о зомби. Роман был написан с сентября 2015 года по март 2016 года и впервые опубликован издательством «АСТ» в июле 2016 года.
Действие романа происходит в Москве недалёкого будущего. За десять лет до основных событий по всей планете произошло необъяснимое явление: в один день люди стали внезапно умирать, а все погибшие и умершие с этой даты и несколько ранее стали оживать через некоторое время после смерти. Оживших людей называли восставшими: это были неразумные хищники, у которых кроме чувства голода не было более никаких инстинктов. Восставшие были сильнее в полтора-два раза обычного человека, обладали более высокой скоростью реакции и уничтожить их можно было, только лишив головы или полностью уничтожив тело. После первой смерти клетки организма полностью перестраивались, и организм функционировал совсем по-другому. В результате случившегося апокалипсиса погибло более шести миллиардов человек. Восставшие рано или поздно возвращаются к разумной жизни, став «кваzи». На момент основных событий на планете проживает около шести миллиардов восставших, около одного миллиарда людей, и более ста миллионов кваzи. Главный герой, дознаватель смертных дел Денис Симонов, вынужден вместе с полицейским от кваzи расследовать смерть профессора, занимавшегося разработкой опасного вируса.

## Сюжет
Дознаватель смертных дел Денис Симонов прибывает по вызову в квартиру профессора Виктора Томилина, застаёт его и ещё одного человека восставшими после смерти и вместо задержания убивает обоих. В квартире также оказывается кваzи, которому удаётся скрыться. В участке Денис получает выговор за большой процент смертей и получает в напарники Михаила Ивановича Бедренца, того самого скрывшегося кваzи. Он занимается убийством профессора по заданию Представителя кваzи в Санкт-Петербурге. Полицейские едут на работу к жене профессора Виктории, где выясняется, что это она наняла человека, чтобы убить мужа, чтобы тот возвысился и стал кваzи. Викторию задерживают, но ей удаётся сбежать. Оказывается, у Михаила есть десятилетний приёмный сын Найд, которого он нашёл младенцем при возвышении. Денис и Михаил едут на квартиру профессора, где уже работает эксперт-криминалист Анастасия Деева, и сталкиваются с сотрудниками госбезопасности под руководством капитана Владислава Маркина, которые также заинтересовались преступлением.
Под храмом Христа Спасителя разместился приют Лазаря Вифанийского для восставших. Виктория захватывает приют, но прибывшие на место Денис и Михаил понимают, что ей нужна была лаборатория приюта. Виктории удаётся скрыться. У Найда день рождения. Приглашённые на него Денис и Анастасия понимают, что Михаил старается их свести. Также Михаил рассказывает Денису, что Найд может быть его сыном, которого Денис потерял вместе с женой в первые дни появления восставших. В поисках Виктории полицейские посещают церковь кваzи и центр постмортальной психологии. Виктория была там раньше. Денис узнаёт про вирус, который может убить всех взрослых людей на планете. Также есть вирус против кваzи. Виктория встречает Симонова в подъезде, говорит, что она на стороне людей, просит не верить Михаилу и скрывается. Виктория встречается с Симоновым и Маркиным. Говорит, что отдаст вирус, если будет уничтожена «чёрная плесень», вирус против кваzи.
В Палеонтологическом институте узнают, что вирус сделал и применил Виктор, а Виктория пыталась отговорить его, теперь пытается сделать вакцину от вируса. Денис узнаёт, что для возвышения нужно съесть живой человеческий мозг. Генетический анализ показывает, что Найд — сын Дениса. Томилин где-то спрятал вирус, начинают поиски. Томилин вёл научный кружок. Один из посещавших его школьников, Руслан, рассказывает, что профессор был радикальным сторонником кваzи. В пансионате для престарелых происходит бунт. Прибыв туда, Денис догадывается, что Виктория организовала бунт, чтобы отвлечь их от поиска членов научного кружка. Вирус был спрятан в одном из них. Выясняется, что Виктория увела Руслана в заброшенную больницу. Инкубационный период закончился и мальчик успел заболеть, поэтому у Виктории теперь есть вирус. Она просит Дениса вывести её за МКАД, шантажируя его взятым в заложники Найдом. Денису удаётся перехитрить Викторию и убить её на выходе за МКАД. Михаил подтверждает догадку Дениса, что он прибыл в Москву за вирусом. Получив его, кваzи уходит. Найд остаётся с Денисом, который соглашается перейти работать в госбезопасность.

### Буква Z как символ кваzи
Во всём тексте книги, а не только на обложке, слово «кваzи» настойчиво пишется через латинское z. Даже антикваzианские граффити на стенах и ругательные слова вроде «кваzюк» непременно содержат эту букву. Дважды в тексте фигурирует английский вариант этого слова: quazi — опять же, через z. Из описания кваzианской церкви читатель узнаёт, что буква Z является религиозным символом кваzи. Её значение следующее: нижняя горизонталь (на куполе церкви она изготовлена из никелированной стали) — базис, живые люди; диагональ (чернёный металл) — восставшие и их трудный путь на новую ступень; верхняя горизонталь (золото) — кваzи как вершина человеческого развития. Символ Z адепты кваzианства чертят в воздухе вместо крестного знамения.

## Создание и издание

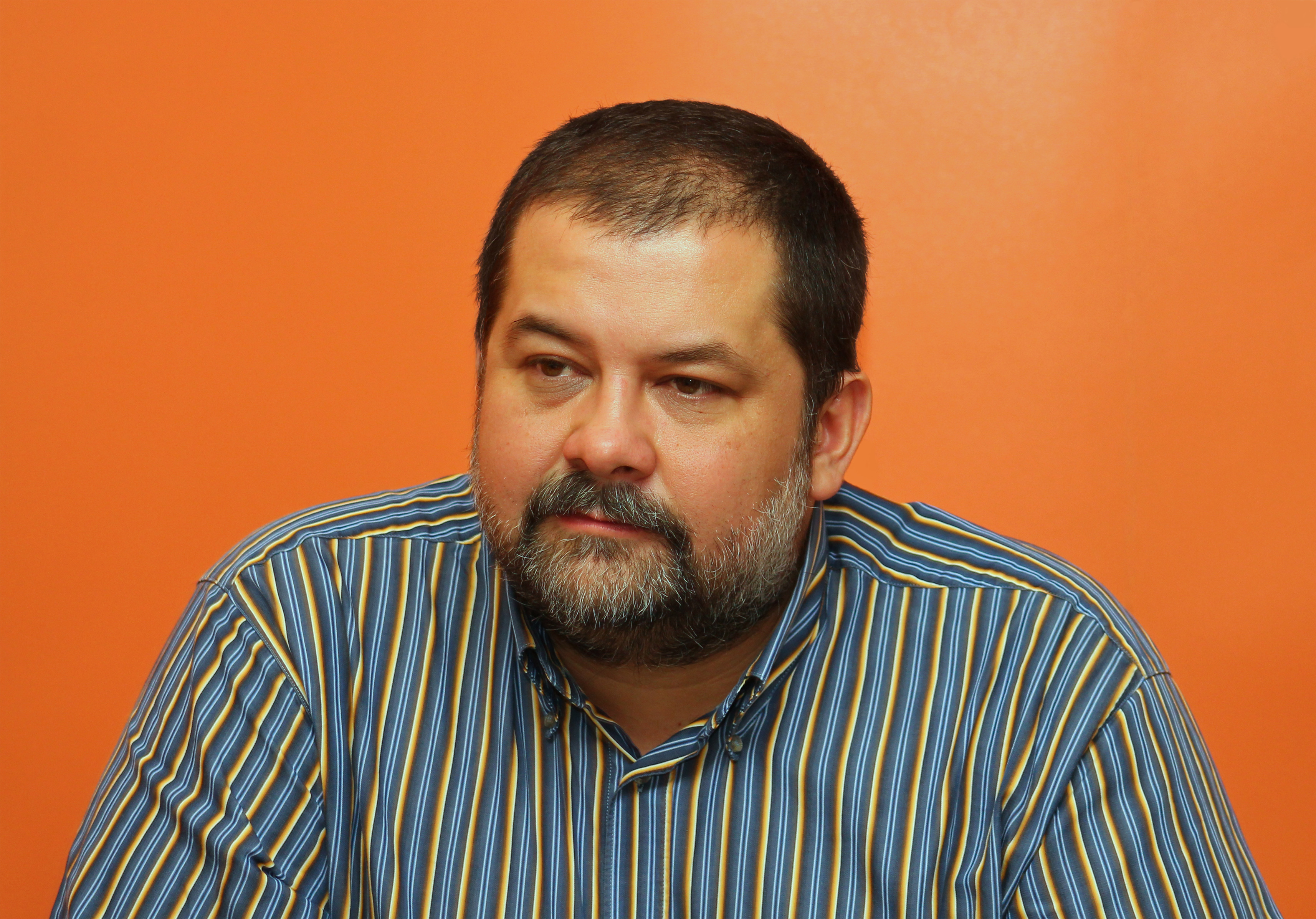
Сергей Лукьяненко

Сергей Лукьяненко охарактеризовал жанр романа как «постапокалипсис» и «зомбиапокалипсис». При этом писатель обратил внимание на то, что работать в первом ему приходилось не часто, а по поводу второго он «всегда испытывал огромную иронию». Лукьяненко не предполагал писать подобное произведение, но однажды «придумал некую идею для телесериала о „зомби с человеческим лицом“». Вместо толпы голодных мертвецов в поисках мозгов, автор попытался рассмотреть следующий этап — превращение зомби в некое другое состояние под названием «квази». К этим бывшим зомби возвращается разум и память, они могут сосуществовать с людьми, но сильно от них отличаются.
Действие в романе происходит в Москве, которую после катастрофы люди укрепили по МКАД, чтобы зомби не смогли прорваться внутрь. В некоторых других зачищенных и укреплённых городах также остались выжившие люди. В других городах, таких как Санкт-Петербург, живут в основном «квази». При этом писатель заметил, что действие книги могло было быть перенесено в любой город. Главным героем книги стал человек, который вынужден вместе с «квази» спасать мир.

### Продолжение
В середине июня Лукьяненко также сказал, что скорее всего будет писать продолжение романа. 1 сентября в своём официальном блоге писатель опубликовал первую главу второй книги КайноZой. После закрытия блога, первая и вторая главы доступны на сайте клуба поклонников творчества писателя; 20 декабря 2018 года роман КайноZой вышел в свет.
| Год  | Издательство | Место издания | Серия | Тираж | Примечание                                          | Источник |
| ---- | ------------ | ------------- | ----- | ----- | --------------------------------------------------- | -------- |
| 2016 | АСТ          | Москва        |       | 60000 | Внецикловый роман. Иллюстрация на обложке Е. Ферез. | [ 5 ]    |

## Адаптации
В 2016 году издательство «Аудиокнига», входящее в холдинг «Издательская группа АСТ», записало аудиокнигу по роману. Текст аудиокниги продолжительностью 11 часов 40 минут читает Валерий Кухарешин.
В августе 2018 года компания Monumental Pictures и продюсер Михаэль Шлихт («Сталинград», «Батальонъ») объявили о начале производства англоязычного сериала «Кваzи». Съёмки будут проходить в том числе в Москве, а показывать сериал планируют по всему миру.